# Antoni Sokół-Kutyłowski

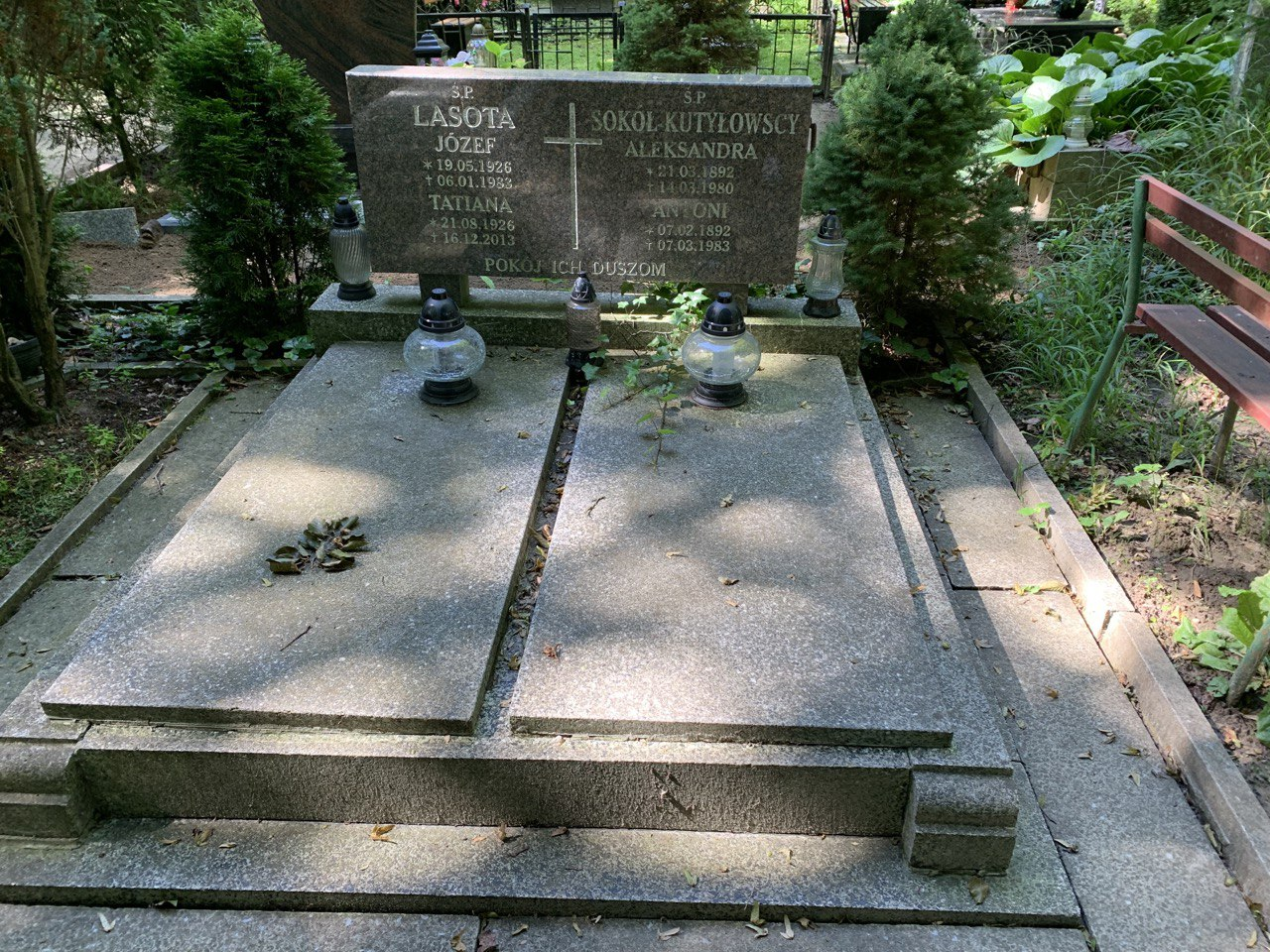
Mogiła Antoniego Sokół-Kutyłowskiego

Antoni Sokół-Kutyłowski, biał. Антон Сокал-Кутылоўскі/Anton Sokał-Kutyłoŭski (ur. 26 stycznia?/7 lutego 1892 w wiosce Czyrwonaja Horka w rejonie Pińska, zm. 7 marca 1983 w Szczecinie) – białoruski wojskowy i działacz narodowy.

## Życiorys
W 1910 r. ukończył seminarium nauczycielskie w Poniewieżu. W latach 1913–1915 studiował geografię na uniwersytecie w Petersburgu, po czym wstąpił do armii rosyjskiej. W 1916 r. ukończył szkołę wojskową w Kazaniu. Brał udział w I wojnie światowej. Walczył w Galicji i pod Wilnem. Doszedł do stopnia kapitana. Był odznaczony Orderem Św. Jerzego. Po rewolucji lutowej 1917 r. powrócił do rodzinnej wioski. Na pocz. 1918 r. wyjechał do Rostowa nad Donem, gdzie wstąpił do wojsk białych gen. Antona I. Denikina. Wkrótce jednak ponownie przyjechał w rodzinne strony. Dostał wezwanie do wojsk bolszewickich, ale zbiegł do Estonii, gdzie wstąpił z kolei do armii gen. Nikołaja N. Judenicza. Latem 1918 r. powtórnie powrócił na Białoruś. Został dowódcą 1 brygady wojsk Białoruskiej Republiki Ludowej stacjonującej w Słucku, która w listopadzie i grudniu tego roku prowadziła walki niepodległościowe z wojskami bolszewickimi w ramach powstania słuckiego, po czym wycofała się do Polski i została internowana. Antoni Sokół-Kutyłowski został wyświęcony na kapłana prawosławnego i od 1921 r. prowadził posługę duchowną na Nowogródczyźnie i Słonimszczyźnie. Po klęsce wrześniowej Polski 1939 r., przebywał na terenach zajętych przez Armię Czerwoną. 19 czerwca 1941 r. został aresztowany przez NKWD, lecz zdołał zbiec. Po ataku wojsk niemieckich na ZSRR 22 czerwca tego roku, podjął współpracę z okupantami. Pod koniec 1941 r. został przedstawicielem Białoruskiej Samopomocy Ludowej w Bobrujsku. Następnie objął funkcję inspektora szkolnego w Hancewiczach. W 1944 r. został przedstawicielem utworzonej z inspiracji okupacyjnych władz niemieckich Białoruskiej Centralnej Rady (BCR) w okręgu hancewickim. Wstąpił do kolaboracyjnej z Niemcami Białoruskiej Obrony Krajowej (BKA), dostając stopień podpułkownika. Jednocześnie działał w konspiracyjnej Białoruskiej Partii Niepodległościowej. Pod koniec czerwca 1944 r. uczestniczył w II Kongresie Wszechbiałoruskim w Mińsku, po czym ewakuował się do Niemiec. Kontynuował działalność w BCR w wydziale spraw wojskowych. Stanął na czele batalionu BKA, z którym w ostatnich dniach wojny poddał się Amerykanom. Przebywał w obozie dla internowanych, po czym został wydany sowieckim funkcjonariuszom SMIERSZ-a. Po procesie został w kwietniu 1948 r. skazany na karę 25 lat pobytu w łagrach. W listopadzie 1957 r., po amnestii, wyszedł na wolność, po czym wyjechał do Polski. Napisał wspomnienia dot. powstania słuckiego 1918 r.